# Lankijska odmiana języka angielskiego
Lankijska odmiana języka angielskiego (ang. Sri Lankan English, ang. skrót SLE) – terytorialna odmiana języka angielskiego używana na Sri Lance. Termin Singlish od Sri Lankan English notowany jest w literaturze przedmiotu od 1972 roku. Klasyfikowanie jej jako oddzielnej odmiany dialektalnej języka angielskiego uznawane jest za kontrowersyjne. 
Choć językiem angielskim posługuje się na Sri Lance zaledwie 23.8% społeczeństwa (według danych z 2012 roku), jest on często używany w celach oficjalnych oraz komercyjnych. SLE jest językiem ojczystym dla co najwyżej 5400 osób. Lankijska odmiana języka angielskiego używana jest także w literaturze.

## Historia
Języki syngaleski oraz tamilski miały wpływ na angielszczyznę od 1681 roku. Gdy w 1948 roku Sri Lanka stała się niepodległa, angielski stracił status języka urzędowego, choć w późniejszych latach używanie go w oficjalnych sytuacjach stawało się coraz częstsze.

## Zapożyczenia w angielskim z języków Sri Lanki
Zapożyczenia z języków Sri Lanki dotyczą głównie nazw miejscowej fauny i flory (np. wanderoo, czyli słowo oznaczające makaka lwiego). Część z nich (anakonda, betel, ratan) za pośrednictwem angielszczyzny trafiła do języka polskiego.